# Ye (automobile)
Ye est un constructeur automobile japonais fondé en 2024, filiale de la firme japonaise Honda. Ye produit et commercialise des voitures à motorisation électrique pour le marché chinois.

## Historique
C'est à l'occasion du salon de l'automobile de Pékin en avril 2024 que le constructeur japonais Honda présente sa nouvelle marque automobile Ye, dont les modèles sont produits et commercialisés en Chine à partir de 2024.

## Modèles
- 2024 : Ye P7[2]
- 2024 : Ye S7
- 2025 : Ye GT[3]

## Galerie

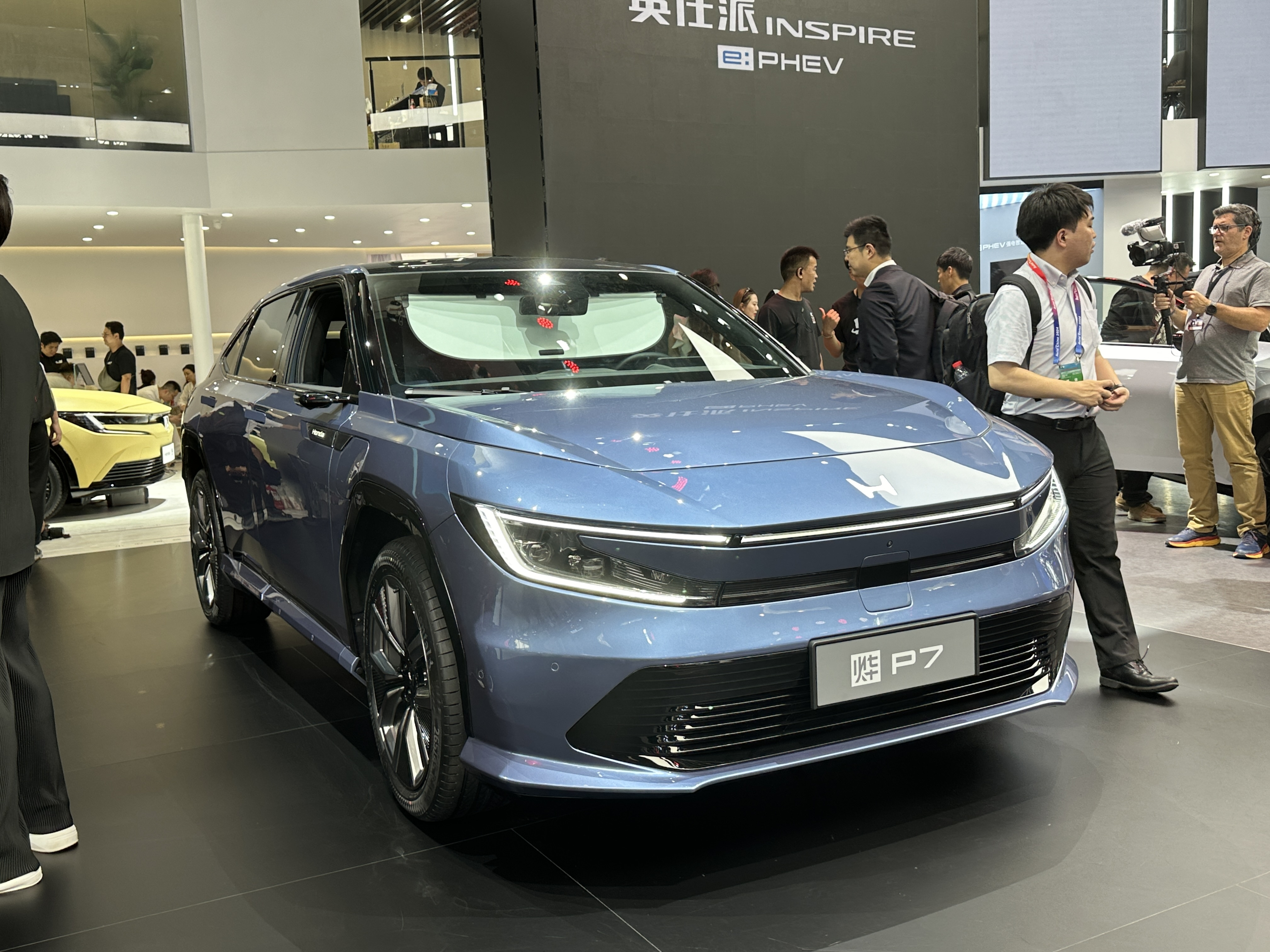
Honda Ye P7
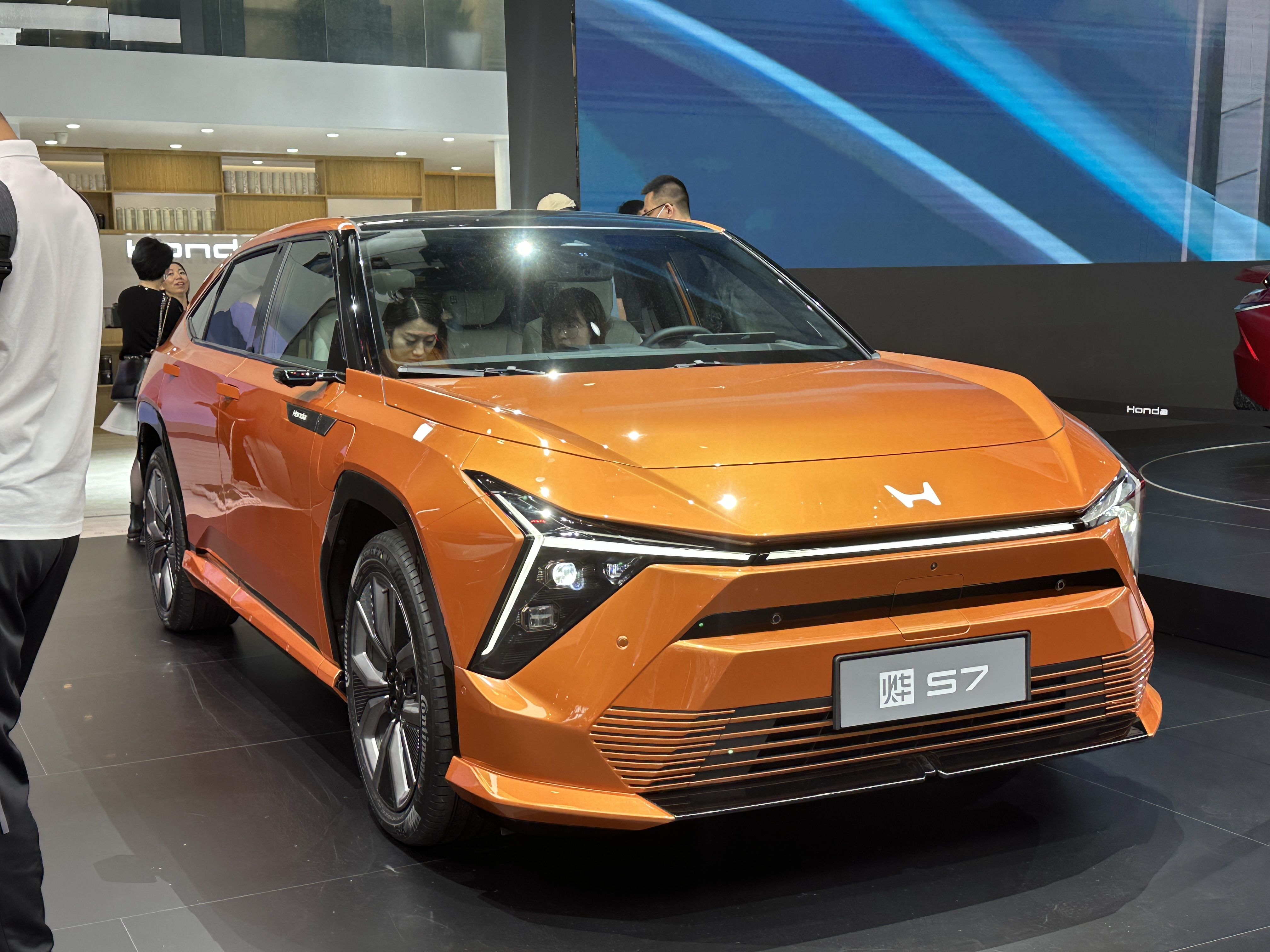
Honda Ye S7
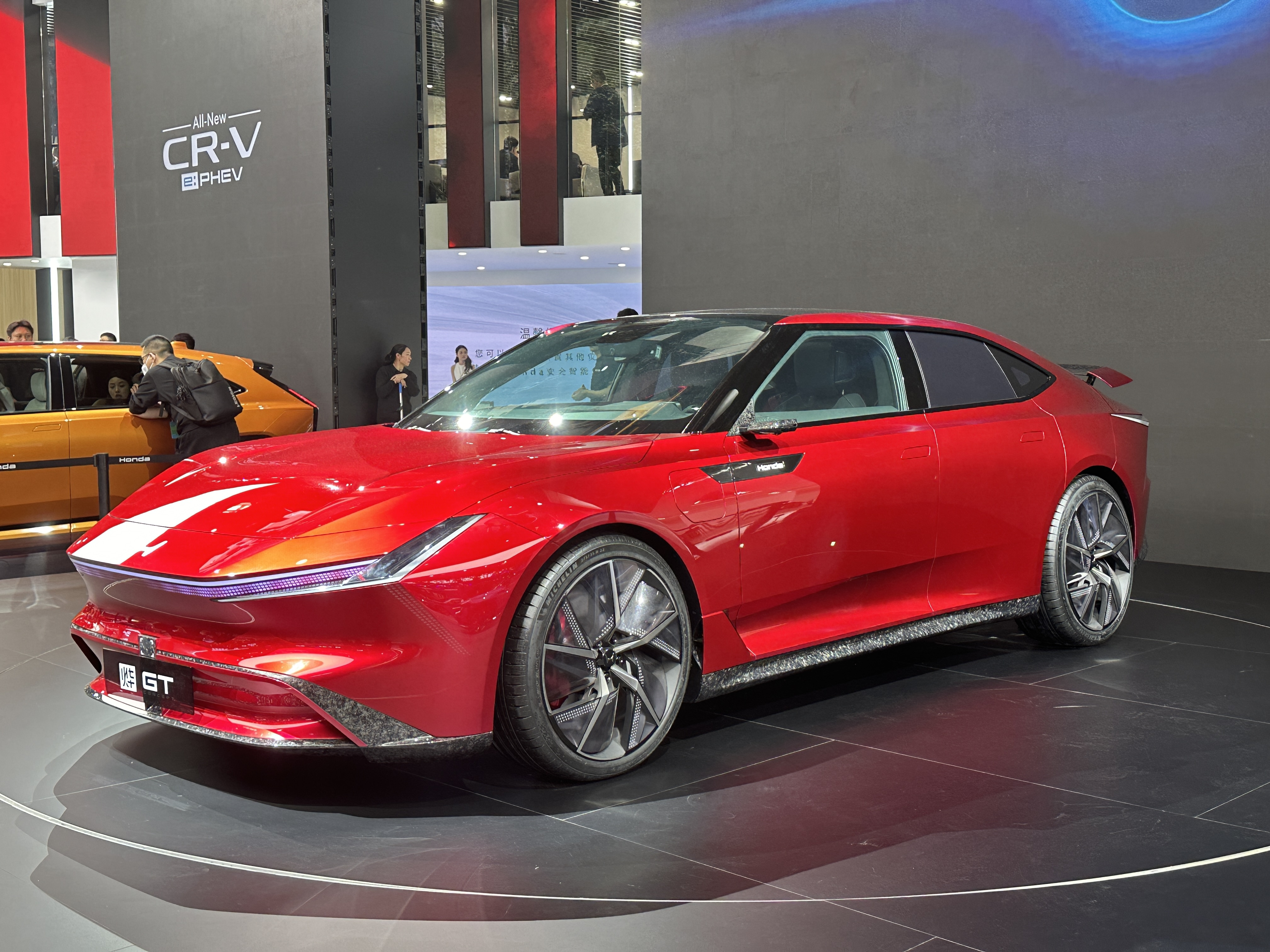
Honda Ye GT